# 1760 en musique classique
| \| • Retour à la chronologie générale de la musique classique • \| |
| Grèce • Rome • Haut Moyen Âge • VIIIe siècle • IXe siècle • Xe siècle • XIe siècle XIIe siècle • XIIIe siècle • XIVe siècle • XVe siècle • XVIe siècle • XVIIe siècle XVIIIe siècle • XIXe siècle • XXe siècle • XXIe siècle |
| • Retour à la chronologie générale de la musique classique • |

| Années en musique classique : 1757 - 1758 - 1759 - 1760 - 1761 - 1762 - 1763    |
| Décennies en musique classique : 1730 - 1740 - 1750 - 1760 - 1770 - 1780 - 1790 |

## Événements
- 24 janvier : The Desert Island, opera seria de Thomas Augustine Arne, créé au Drury Lane Theatre de Londres.
- 6 février : Cecchina, opéra-bouffe de Niccolò Vito Piccinni, créé à Rome. Il remporte un énorme succès.
- 10 février : création à l'Académie royale de musique de Les Paladins, comédie lyrique de Jean-Philippe Rameau sur un livret de Jean-François Duplat de Monticourt.
- avril : L'ivrogne corrigé ou le mariage du diable, opéra de Christoph Willibald Gluck, créé au Burgtheater de Vienne.
- 17 novembre : L'amante di tutte, opéra de Baldassare Galuppi, créé à Venise.
- Grande Messe des Morts, de Gossec.
- Semiramide riconosciuta (Узнанная Семирамида), dramma per musica, opéra de Vincenzo Manfredini, livret de Pietro Metastasio, créé à Oranienbaum.
- Publication des « Memoirs of the Life of the Late George Frederic Handel » par John Mainwaring, première biographie consacrée à un musicien.
- Publication de « L’Arte armonica, or a treatise on the composition of musick » du théoricien Giorgio Antoniotto à Londres.
- Publication de la Lettres sur la danse de  Jean-Georges Noverre, ouvrage fondamental sur la danse et le ballet.

## Naissances

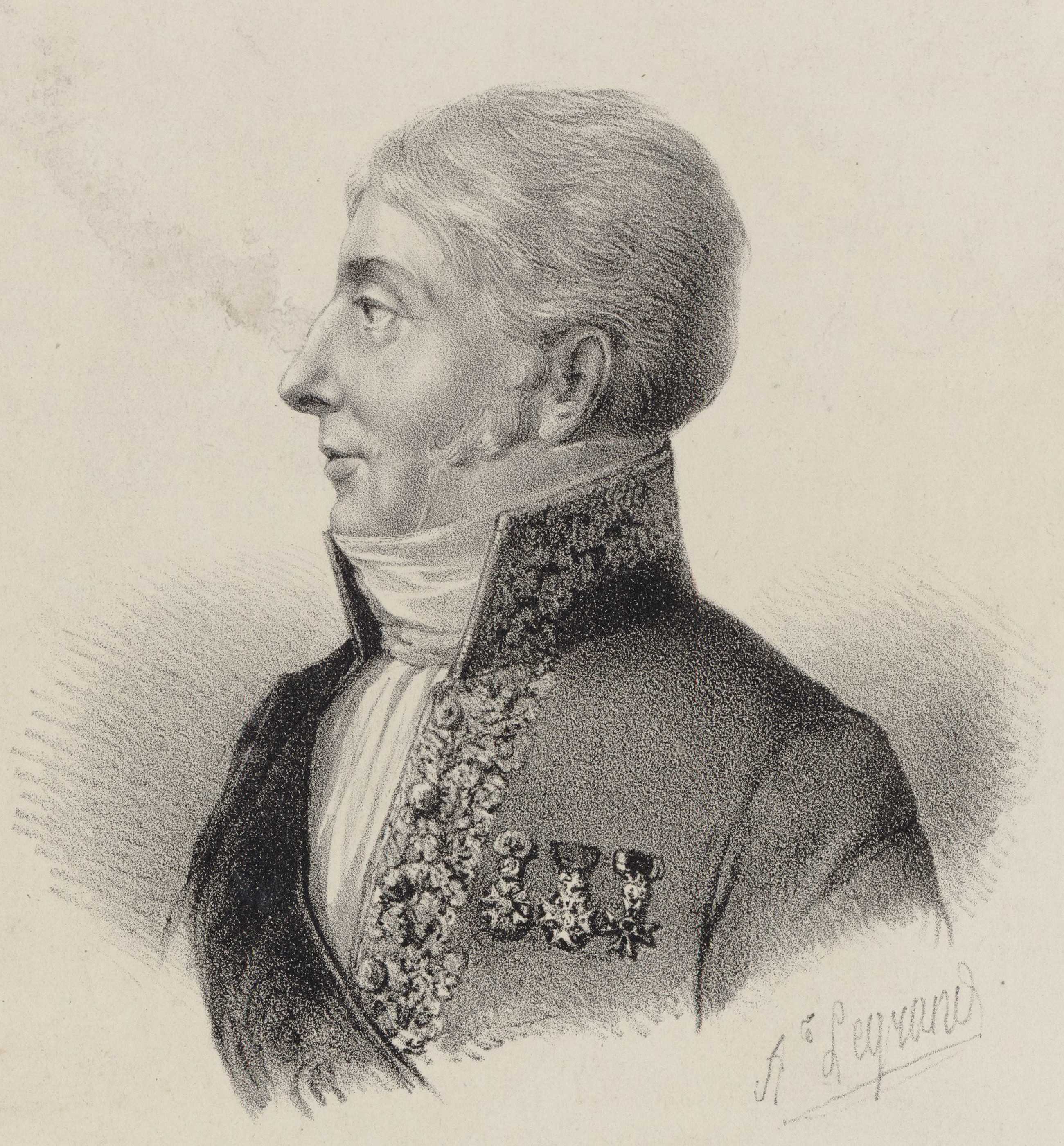
Jean-François Lesueur

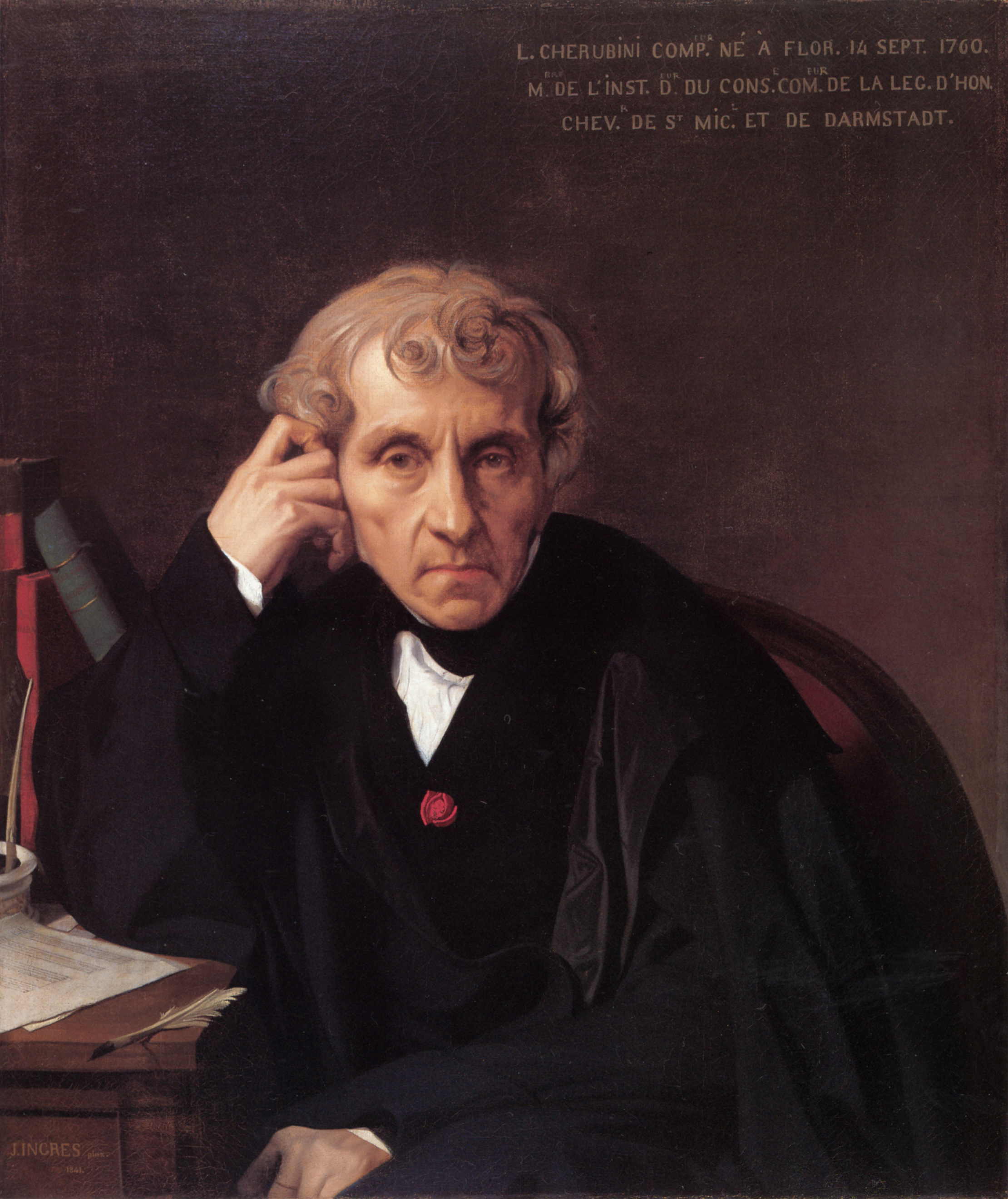
Luigi Cherubini

- 10 janvier : Johann Rudolf Zumsteeg, musicien allemand († 27 janvier 1802).
- 12 février : Jan Ladislav Dussek, compositeur et pianiste tchèque († 20 mars 1812).
- 15 février : Jean-François Lesueur, compositeur français († 6 octobre 1837).
- 19 février : Caterina Cavalieri, cantatrice autrichienne († 30 juin 1801).
- 10 mai : Claude Joseph Rouget de Lisle, auteur de La Marseillaise († 30 juin 1836).
- 17 mai : Johann Friedrich Hugo von Dalberg, freiherr, compositeur, pianiste amateur et auteur allemand († 26 juillet 1812).
- 12 juillet : Giuseppe Maria Foppa, librettiste italien († 1er mars 1845).
- bapt 3 septembre : Daniel Hünten, organiste, guitariste et compositeur allemand († 1er avril 1823).
- 14 septembre : Luigi Cherubini, compositeur italien († 15 mars 1842).
- 29 septembre : Maria Hester Park, compositrice anglaise († 7 juin 1813).
- 14 novembre : Johann Evangelist Brandl, violoniste et compositeur allemand († 25 mai 1837).

Date indéterminée
- Domingo Arquimbau, compositeur espagnol († 26 janvier 1829).
- Charles Bochsa, hautboïste, compositeur français († 1821).
- Jean-Baptiste Cardon, harpiste, compositeur français († 11 mars 1803).
- Giovanni Francesco Giuliani, harpiste, compositeur et chef d'orchestre italien († 1820).
- Charles-Joseph Loeillard d'Avrigny, poète et librettiste français († 17 septembre 1823).
- Franz Christoph Neubauer, compositeur et violoniste germano-tchèque († 11 octobre 1795).
- Angelo Tarchi, compositeur italien d'opéra († 19 août 1814).

Vers 1760
- Johann David Hermann, professeur de piano allemand († 1846).
- Aloysia Weber, soprano autrichienne († 8 juin 1839).

## Décès

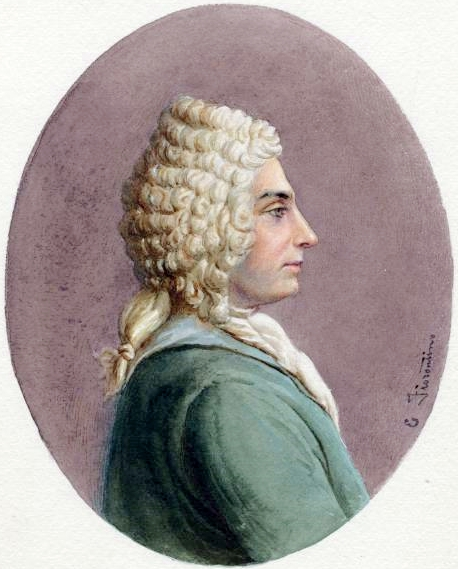
Michele Mascitti

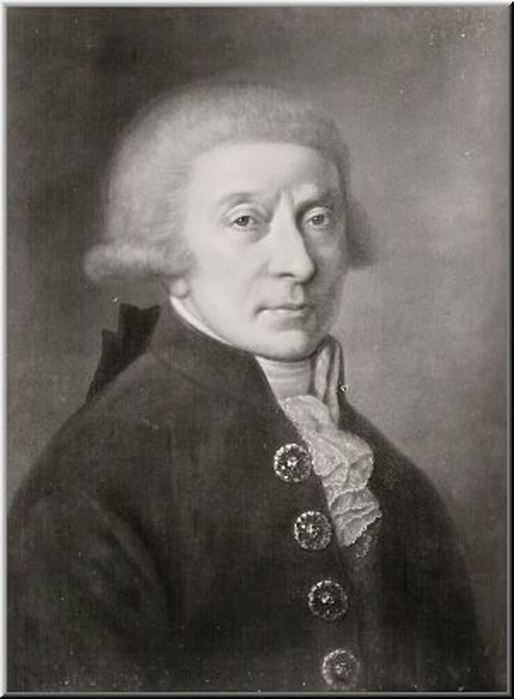
Giuseppe Maria Orlandini

- 14 février : François Colin de Blamont, compositeur français (° 22 novembre 1690).
- 2 mars : François Bouvard, compositeur français (° 1684).
- 14 mars : Anton Fils, compositeur et violoncelliste allemand (° 22 septembre 1733).
- 12 avril : Ernst Gottlieb Baron, compositeur allemand (° 17 février 1696).
- 24 avril : Michele Mascitti, violoniste et compositeur italien (° 1664).
- 10 mai : Christoph Graupner, compositeur et claveciniste allemand (° 13 janvier 1683).
- 24 octobre : Giuseppe Maria Orlandini, compositeur italien (° 19 mars 1675).
- 28 octobre : Andrea Adolfati, compositeur italien (° 1721 ou 1722).
- octobre : Girolamo Abos, compositeur maltais (° 16 novembre 1715).
- 5 novembre : Pierre Février, compositeur, claveciniste et organiste français (° 21 mars 1696).

Date indéterminée
- Roque Ceruti, compositeur latino-américain, d'origine italienne (° 1685).
- César François Clérambault, organiste français (° vers 1705).
- Johann Martin Dömming, compositeur allemand (° 30 septembre 1703).
- Dom George Franck, organiste et compositeur alsacien (° vers 1690).

Vers 1760
- Giovanni Carestini, castrat italien (° 13 décembre 1705).